# Хулд, Палле
Палле Хулд (дат. Palle Huld; 2 августа 1912, Хеллеруп, Ховедстаден, Дания — 26 ноября 2010, Копенгаген, Дания) — датский актёр театра и кино, путешественник, писатель
.

## Биография
В 1928 году датская газета «Politiken» провела конкурс среди подростков в честь юбилея Жюля Верна. Участникам соревнования нужно было в одиночку без сопровождения взрослых обогнуть земной шар, правда не за 80 дней, как в романе Ж. Верна, а за 46 дней. Расходы на дорогу на себя брали организаторы. По условиям участники могли выбрать любой вид транспорта, кроме воздушного. На участие в конкурсе было подано несколько сотен заявок.
В конкурсе победил пятнадцатилетний Палле Хулд, который работал клерком в автомобильном салоне. Он начал своё путешествие 1 марта 1928 года и вернулся в Копенгаген уже через 44 дня. За это время он успел побывать в Англии, Шотландии, Канаде, Японии, Корее, Китае (Маньчжурии), СССР, Польше, Германии и других странах и вернулся в Копенгаген на 44-й день, под шум и овации двадцатитысячной толпы.
На улице П. Хулда узнавали по его брюкам-галифе, кепке и длинному пальто.
Вскоре после возвращения домой он совершил ещё одно путешествие (теперь, в основном, одетым в форму скаута) в Швецию, Англию (где он встретился с основателем скаутского движения Р. Баден-Пауэллом) и Францию (где возложил букет цветов на могилу Жюля Верна).
Впоследствии он написал книгу о своём путешествии. Послужил прототипом Тинтина, молодого и энергичного бельгийского репортёра с характерным чубом, главного героя серии комиксов «Приключения Тинтина», над которыми бельгийский художник Эрже работал с 1929 до конца 1970-х годов. Его неизменный спутник во всех приключениях — белый фокстерьер Милу.
Стал актёром. Играл в театре. За период с 1933 по 2000 год снялся в 40 фильмах.

## Избранная фильмография
- 1961 — Poeten og Lillemor i forårshumør
- 1962 — Der brænder en ild
- 1964 — Kampen om Næsbygård
- 1964 — Школа для самоубийц / Selvmordsskolen
- 1964 — Девушка Тине / Tine
- 1968 — Я и мой младший брат
- 1968 — Mig og min lillebror og storsmuglerne
- 1976 — Olsen-banden ser rødt (1976)

## Избранные произведения
- Jorden rundt i 44 dage (1929)
- Så vidt jeg erindrer (1992)